# Богданова гора

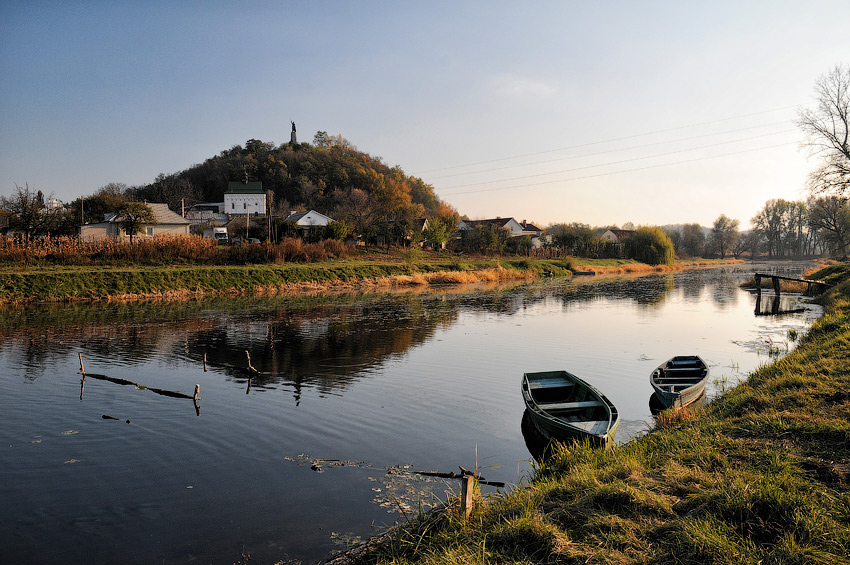
Сучасний вигляд Замкової (Богданової) гори

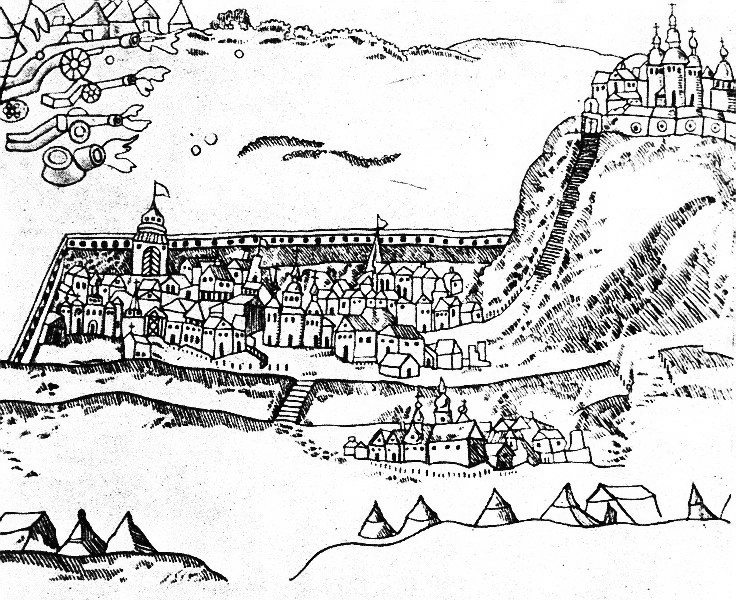
Чигирин. Деталь гравюри. 1678 р. Богданова гора - праворуч.

Богда́нова гора́ (Чигиринська гора, Замкова гора) — один з пагорбів у рельєфі міста Чигирина. Знаходиться в центральній частині міста. З Богданової гори добре видно віддалені села, пагорби і низи Тясмину, далекі Придніпровські рівнини і ліси.

## Історія

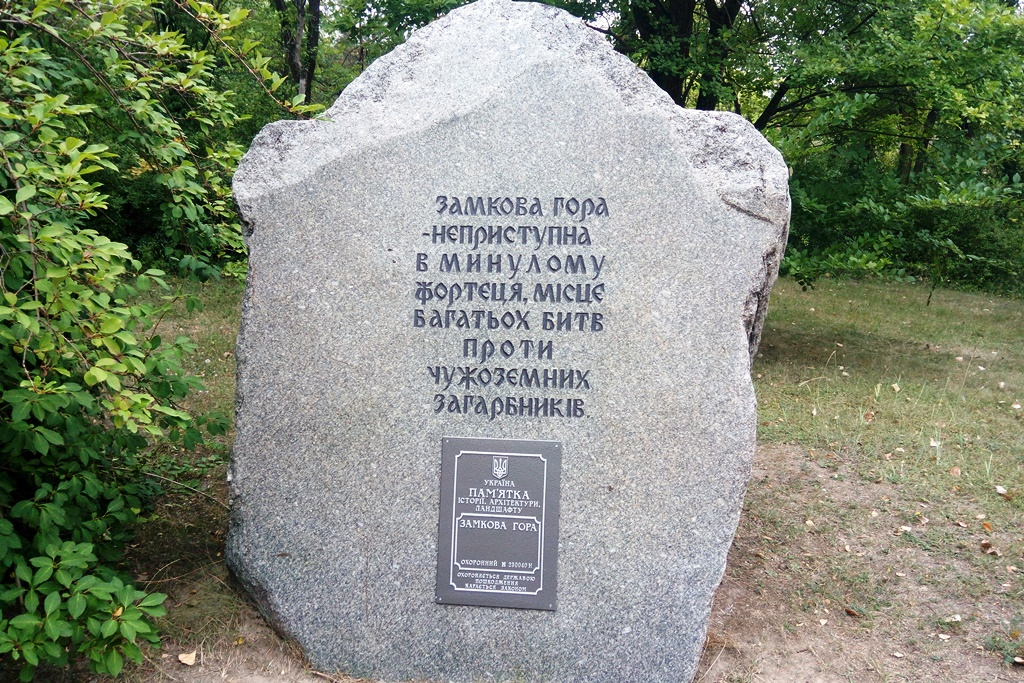
Пам'ятний знак "Замкова гора"

Тут, зокрема, була розгромлена Северином Наливайком стотисячна турецько-татарська орда. В XVII столітті на горі був зведений Бастіон Дорошенка, котрий був основним опорним пунктом під час чигиринської облоги у 1677—1678 роках. Тут Богдан Хмельницький розтрощив військо польського короля. Народне повір'я говорить, що всім оборонцям Чигирина і землі рідної завжди допомагали громити ворогів не тільки козаки і селяни, а й сама природа. Розповідають, що одного разу Богдан Хмельницький був обложений стотисячним ворожим військом на Чигиринській горі. Козаки хоробро боронилися, але не стало води, життя людей було поставлене під загрозу. Ворог вирішив узяти військо Хмельницького змором. На високій горі в козаків Богдана були великі запаси їжі, а води не було. Спершу почала гинути без води худоба, а потім і люди. І ось тут-то і прийшла на допомогу своїм синам рідна земля-матінка. Раптом на горі між кам'яними скелями забурлила свіжа джерельна вода нестримним потоком. Старі люди здогадувалися, що нібито вода пішла на гору з Тясмину тими підземними ходами, якими колись Хмельницький водив коні напувати до річки.
Це джерело врятувало козаків від смерті. Набравшись нових сил, Богдан Хмельницький розгромив вороже військо.
Козаки боронили свою землю, свій рідний дім, тому їм, як кажуть, і стіни допомагали. З того часу це джерело продовжує існувати і невпинно, зимою і влітку, тихо дзвенить непомітним срібним струмочком.